# Topo Garate
El Topo Gárate es una formación de montaña ubicada en el extremo sur del estado La Guaira, Venezuela. A una altitud promedio entre 1.817 m s. n. m. y 2.045 m s. n. m. el Topo Gárate es una de las montañas más altas en Vargas.

## Ubicación
El Topo Gárate está ubicado en el corazón de una fila montañosa al oeste del parque nacional Waraira Repano y constituye parte del longitudinal sur del estado La Guaira, en su paso de norte a sur por la latitid 10° 32' al hacer límite con el norte del estado Miranda. Forma parte del extremo sur del Municipio Vargas, en la parte centro norte de Venezuela.
Hacia el sur se continúa hasta la autopista Petare Guarenas a la altura de Caucagüito. Más hacia el norte en dirección a la costa acaba en la Punta Camurí Grande.